# Col de l'Alpette
Ne doit pas être confondu avec Col de l'Alpe (massif de la Chartreuse), Col de l'Alpettaz (Marthod) ou Col de l'Alpettaz (Mercury).
Le col de l'Alpette est un col de montagne situé à 1 557 mètres d'altitude, entre le mont Granier et Le Pinet, à la limite des communes d'Entremont-le-Vieux dans le département de la Savoie et de Chapareillan en Isère. Ce col est l'une des portes d'accès à la réserve naturelle nationale des Hauts de Chartreuse, ainsi qu'au sommet du mont Granier.

## Accès

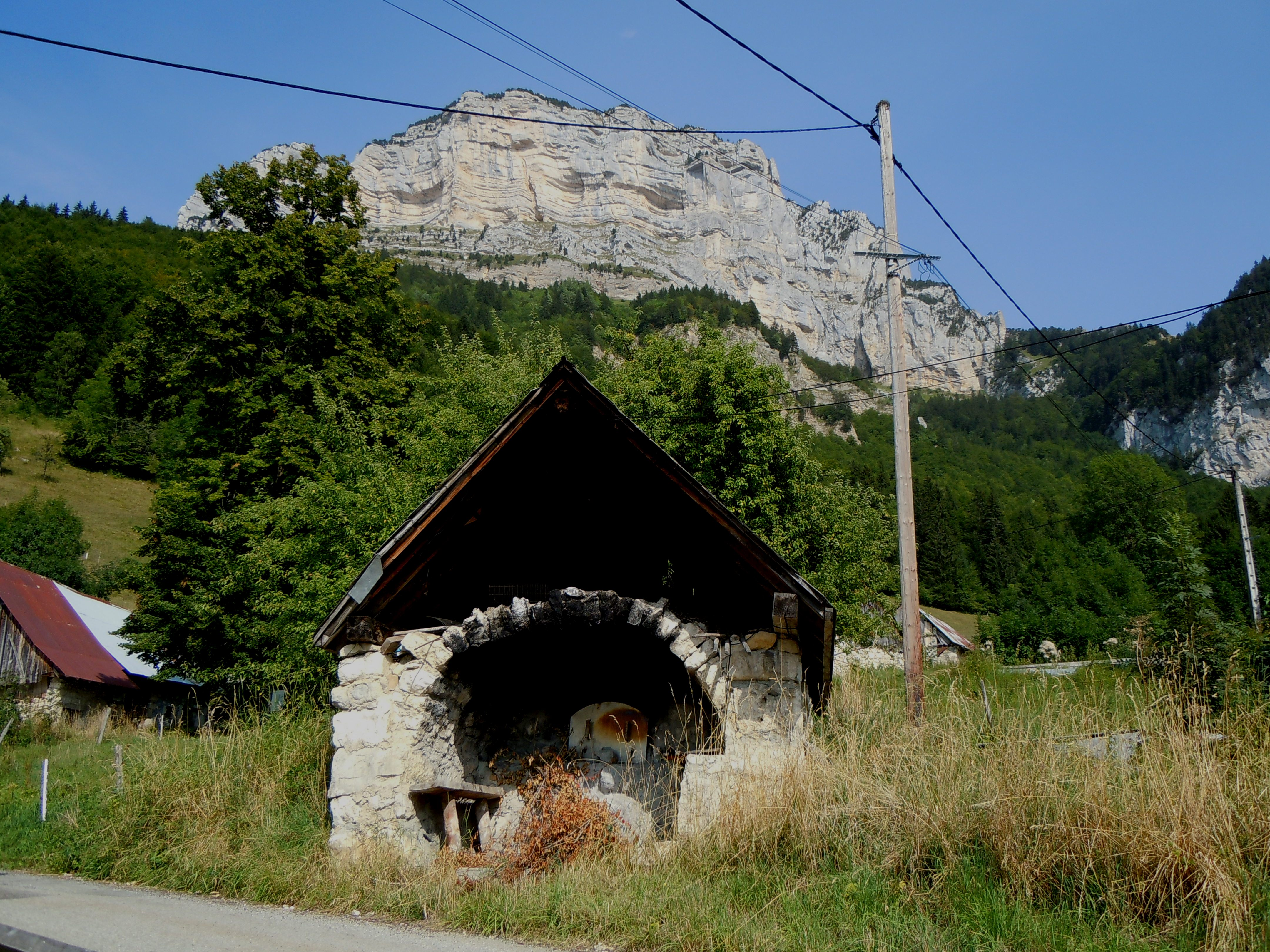
Vue du col de l'Alpette et du mont Granier depuis le four à pain de La Plagne.

Le col de l'Alpette n'est accessible qu'aux randonneurs, à partir du hameau de La Plagne à 1 096 m d'altitude, à l'est d'Entremont-le-Vieux, au bout de 1 heure 30 de sentier forestier.

## Protection environnementale
Le col est situé dans la réserve naturelle nationale des Hauts de Chartreuse.